# Lignan-de-Bordeaux
Lignan-de-Bordeaux est une commune du Sud-Ouest de la France, située dans le département de la Gironde, en région Nouvelle-Aquitaine.

## Géographie

### Localisation
Commune de l'aire d'attraction de Bordeaux et de son unité urbaine, Lignan-de-Bordeaux est située dans la région naturelle de l'Entre-deux-Mers.

### Communes limitrophes
Les communes limitrophes en sont Bonnetan au nord-nord-est, Loupes au nord-est, Sadirac au sud-est, Saint-Caprais-de-Bordeaux au sud sur environ 175 m, Cénac à l'ouest et Fargues-Saint-Hilaire au nord-ouest.
| Fargues-Saint-Hilaire | Bonnetan                  | Loupes  |
| Cénac                 | Lignan-de-Bordeaux        | Sadirac |
|                       | Saint-Caprais-de-Bordeaux |         |

### Climat
Pour des articles plus généraux, voir Climat de la Nouvelle-Aquitaine et Climat de la Gironde.
Historiquement, la commune est exposée à un climat océanique aquitain.  
En 2020, Météo-France publie une typologie des climats de la France métropolitaine dans laquelle la commune est exposée à un climat océanique et est dans la région climatique  Aquitaine, Gascogne, caractérisée par une pluviométrie abondante au printemps, modérée en automne, un faible ensoleillement au printemps, un été chaud (19,5 °C), des vents faibles, des brouillards fréquents en automne et en hiver et des orages fréquents en été (15 à 20 jours).
Pour la période 1971-2000, la température annuelle moyenne est de 12,6 °C, avec une amplitude thermique annuelle de 14,7 °C. Le cumul annuel moyen de précipitations est de 880 mm, avec 12 jours de précipitations en janvier et 7,1 jours en juillet. Pour la période 1991-2020, la température moyenne annuelle observée sur la station météorologique la plus proche, située sur la commune de Cadaujac à 9 km à vol d'oiseau, est de 13,8 °C et le cumul annuel moyen de précipitations est de 918,3 mm,. Pour l'avenir, les paramètres climatiques de la commune estimés pour 2050 selon différents scénarios d’émission de gaz à effet de serre sont consultables sur un site dédié publié par Météo-France en novembre 2022.

## Urbanisme

### Typologie
Au 1er janvier 2024, Lignan-de-Bordeaux est catégorisée commune rurale à habitat dispersé, selon la nouvelle grille communale de densité à sept niveaux définie par l'Insee en 2022.
Elle appartient à l'unité urbaine de Bordeaux, une agglomération intra-départementale regroupant 73  communes, dont elle est une commune de la banlieue,,. Par ailleurs la commune fait partie de l'aire d'attraction de Bordeaux, dont elle est une commune de la couronne,. Cette aire, qui regroupe 275 communes, est catégorisée dans les aires de 700 000 habitants ou plus (hors Paris),.

### Occupation des sols

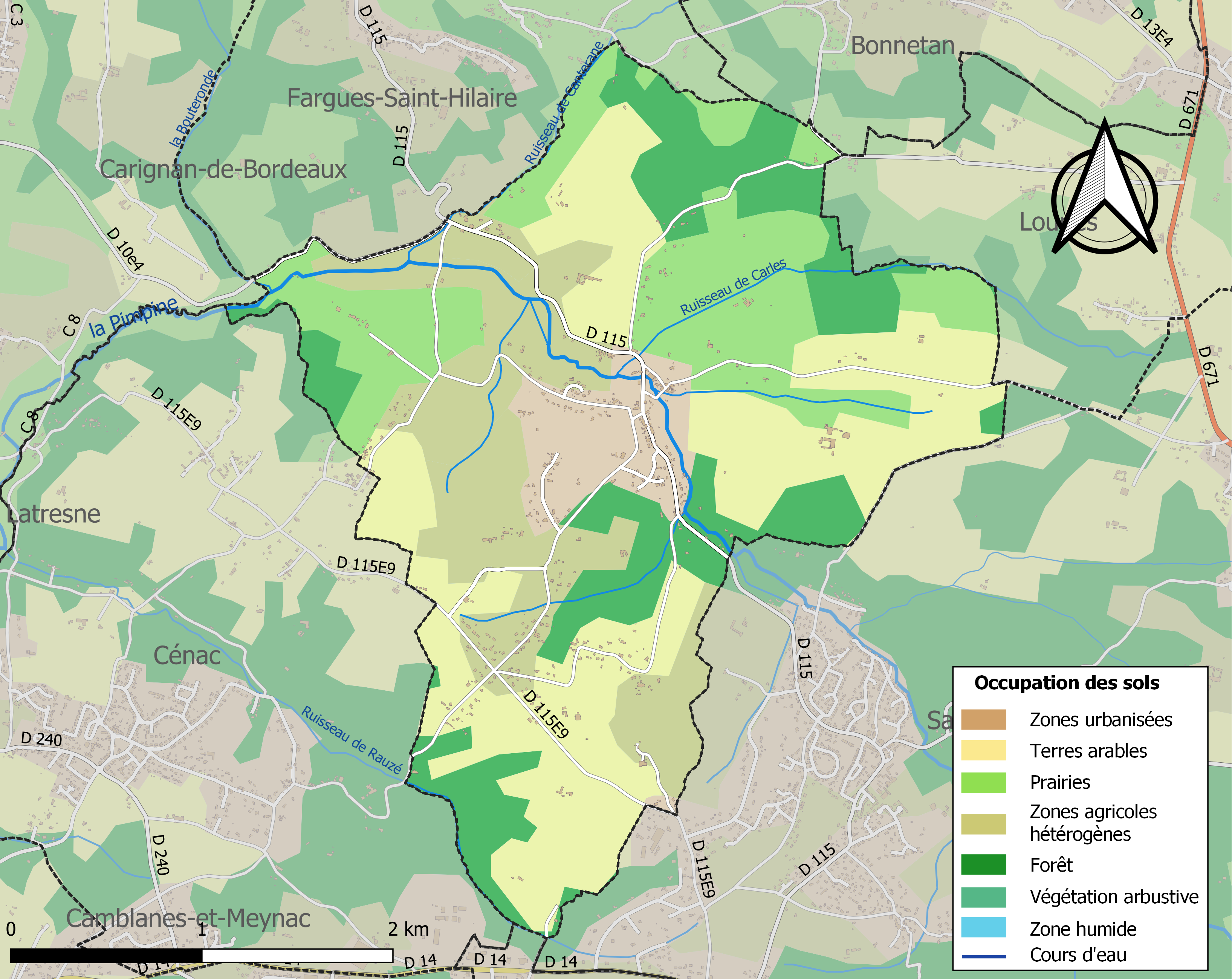
Carte des infrastructures et de l'occupation des sols de la commune en 2018 (CLC).

L'occupation des sols de la commune, telle qu'elle ressort de la base de données européenne d’occupation biophysique des sols Corine Land Cover (CLC), est marquée par l'importance des territoires agricoles (73,6 % en 2018), en diminution par rapport à 1990 (80,2 %). La répartition détaillée en 2018 est la suivante : 
cultures permanentes (32,5 %), zones agricoles hétérogènes (20,9 %), prairies (20,2 %), forêts (19,3 %), zones urbanisées (7,1 %). L'évolution de l’occupation des sols de la commune et de ses infrastructures peut être observée sur les différentes représentations cartographiques du territoire : la carte de Cassini (XVIIIe siècle), la carte d'état-major (1820-1866) et les cartes ou photos aériennes de l'IGN pour la période actuelle (1950 à aujourd'hui).

### Risques majeurs
Le territoire de la commune de Lignan-de-Bordeaux est vulnérable à différents aléas naturels : météorologiques (tempête, orage, neige, grand froid, canicule ou sécheresse), inondations, mouvements de terrains et séisme (sismicité faible). Un site publié par le BRGM permet d'évaluer simplement et rapidement les risques d'un bien localisé soit par son adresse soit par le numéro de sa parcelle.
La commune a été reconnue en état de catastrophe naturelle au titre des dommages causés par les inondations et coulées de boue survenues en 1982, 1985, 1988, 1990, 1992, 1993, 1999, 2009 et 2021,.
Les mouvements de terrains susceptibles de se produire sur la commune sont des affaissements et effondrements liés aux cavités souterraines (hors mines) et des tassements différentiels. Par ailleurs, afin de mieux appréhender le risque d’affaissement de terrain, l'inventaire national des cavités souterraines permet de localiser celles situées sur la commune.

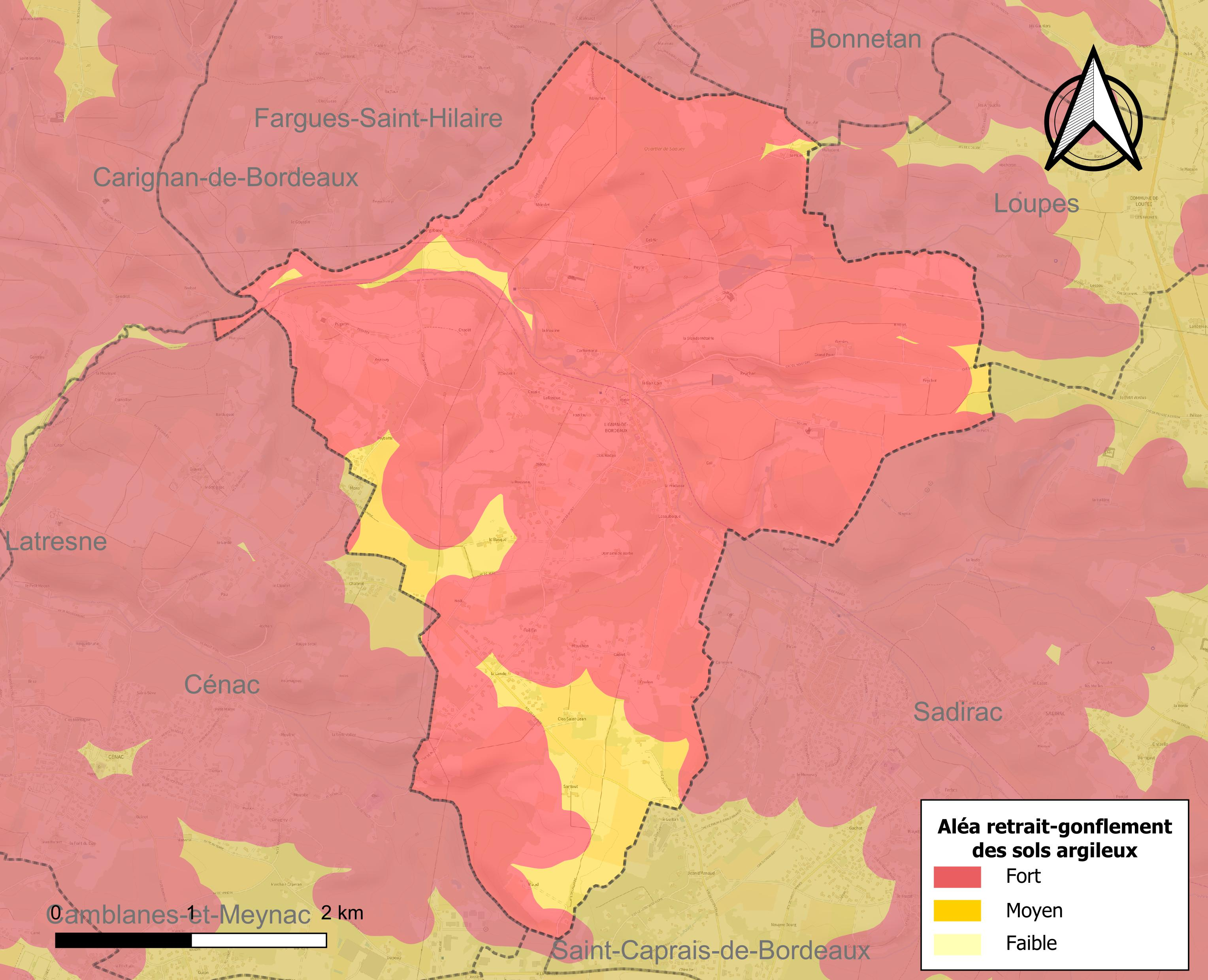
Carte des zones d'aléa retrait-gonflement des sols argileux de Lignan-de-Bordeaux.

Le retrait-gonflement des sols argileux est susceptible d'engendrer des dommages importants aux bâtiments en cas d’alternance de périodes de sécheresse et de pluie. La totalité de la commune est en aléa moyen ou fort (67,4 % au niveau départemental et 48,5 % au niveau national). Sur les 367 bâtiments dénombrés sur la commune en 2019, 367 sont en aléa moyen ou fort, soit 100 %, à comparer aux 84 % au niveau départemental et 54 % au niveau national. Une cartographie de l'exposition du territoire national au retrait gonflement des sols argileux est disponible sur le site du BRGM,.
Par ailleurs, afin de mieux appréhender le risque d’affaissement de terrain, l'inventaire national des cavités souterraines permet de localiser celles situées sur la commune.
Concernant les mouvements de terrains, la commune a été reconnue en état de catastrophe naturelle au titre des dommages causés par la sécheresse en 1989, 1992, 2002, 2003, 2011 et 2017 et par des mouvements de terrain en 1999.

## Toponymie
Le toponyme Lignan viendrait de l’anthroponyme latin Linus ou Linius ou du terme latin lignum (leinha en gascon) qui signifie « bois ».

La terminaison -de-Bordeaux a été ajoutée en 1930, sans doute pour faire le distinguo avec la commune de Lignan-de-Bazas du même département qui ajouta sa terminaison en 1918.
En gascon, le nom de la commune est Linhan de Bordèu.

## Histoire
Dès les temps préhistoriques, le site a été occupé par les Hommes, comme en témoigne la découverte d’outils du paléolithique dans le bourg, dans la grotte de Carles et sur les lieux-dits de Nadau, Mondet et Avansay. De cette époque, on a mis au jour les vestiges d’un site potier à Cavaillac et trois fours dans le bourg prouvant l’existence d’une production céramique artisanale sur le lieu. Des monnaies du IIIe siècle ont été trouvées sur une voie dallée près des vestiges d’un pont sur le Canterane, aux abords du chemin des Caminasses qui menait vers Burdigala.
Au Moyen Âge des monastères apparaissent : celui du Clos Saint Jean sous l’égide des abbayes bénédictines de La Sauve et de Sainte Croix puis celui de La Ligne avec les Hospitaliers de Saint-Jean de Jérusalem. Ce sont ces moines qui construisent l’église Sainte Eulalie, aux XIIe et XIIIe siècles. À cette époque, l’église de Lignan a droit de baptême, mariage et sépulture pour toute la région : c’est ce qui explique la présence des tombes monolithes et des nombreux sarcophages autour de l’église ; la place actuelle du village et les alentours du cimetière ont servi de nécropole jusqu’au XVe siècle.

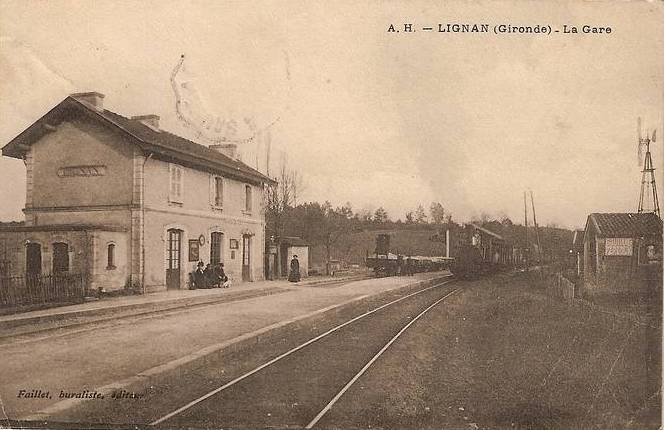
Gare de Lignan avant sa transformation en multiple rural

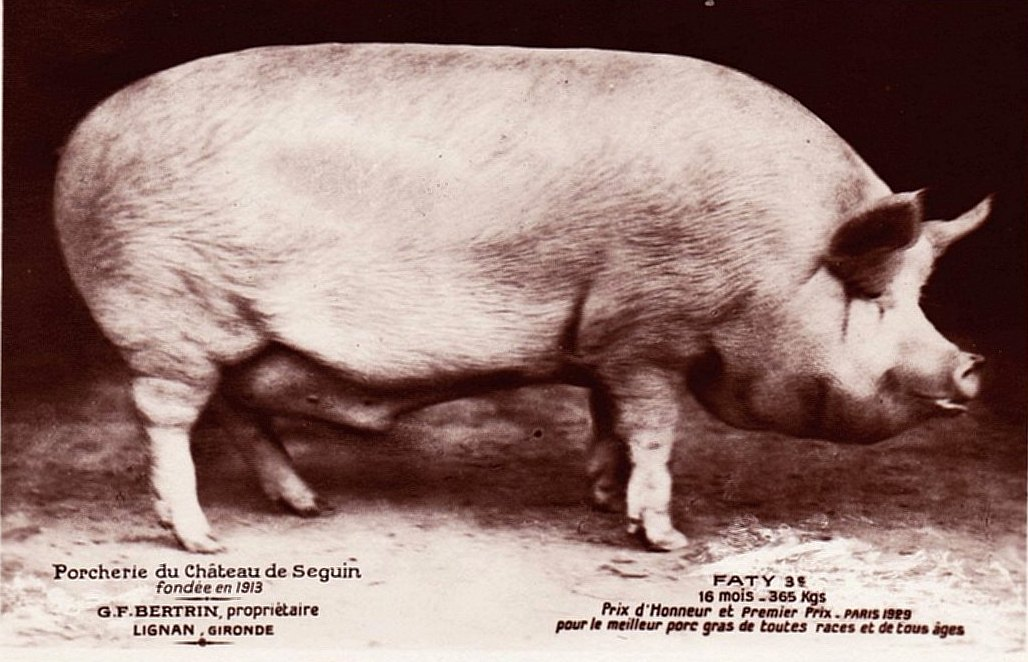
Porc primé en 1929 élevé au Château de Seguin

Avec les abbayes citées plus haut, les seigneurs se partagent les nombreux moulins sur la Pimpine, le Carles et le Canterane ainsi que les terres de la paroisse occupées par des forêts, des céréales et des vignes. En 1453, le seigneur de Chapelas devient co-seigneur avec le roi de la paroisse de Lignan et des terres de La Ligne et Mondet ; la famille éminente des Pontac-Chapelas aura droit de banc et de litre. L’urne funéraire de l’oncle Arnaud de Pontac, évêque de Bazas décédé en 1605, sera placée dans la crypte de l’église. Les propriétaires de l’Isle-Fort, Seguin, Pugerin, Sentout, maisons nobles, ont souvent une charge juridique au Parlement de Bordeaux. Maurice de Sentout aura même le droit de créer une faïencerie royale sur son domaine.
La Révolution entraîne une nouvelle distribution des grandes propriétés. La première séance du conseil municipal a lieu dans l’église le 27 décembre 1792 et la paroisse Sainte Eulalie va devenir Lignan-de-Créon. En 1847 sont fondés les établissements Saignes, usine de cinquante ouvriers qui fabrique jusqu’en 1934 des pulvérisateurs et soufreuses à traction animale pour le traitement de la vigne. En 1873 est inauguré le premier tronçon de la voie de chemin de fer Bordeaux-Eymet pour acheminer la pierre des carrières de Lignan, Cénac et autres communes de l’Entre-deux-Mers nécessaire à la construction des immeubles bordelais (à Lignan, les carrières deviendront par la suite champignonnières). Quatre ans plus tard, 60 000 tonnes de pierre sont acheminées sur Bordeaux par le train et le trafic atteint 8000 voyageurs en gare de Lignan.
Vers 1900, la crise de phylloxéra va ruiner les propriétaires des grands domaines viticoles. La ligne de chemin de fer est alors un atout pour l'homme d'affaires G.- F. Bertrin originaire de Sainte-Bazeille, détenteur d’une solide fortune qui va bouleverser en quelques années la vie de Lignan : il rachète le château Seguin, fonde en 1913 un élevage porcin de trois cents bêtes primées dans toute la France, un cheptel d’une centaine de vaches laitières, un haras de chevaux de course et replante un vignoble de cent dix hectares qui produira près de quatre mille barriques de vin.
Dans les années 1930, on trouve à Lignan (qui s’appelle désormais Lignan-de-Bordeaux) des forgerons, des charrons, un maréchal-ferrant, une scierie, trois bars-restaurants, une auberge, trois épiceries et le moulin Zuera qui emploie une vingtaine d’ouvriers. L’école, construite en 1877 doit être agrandie. De nos jours, Lignan est un village-dortoir, la plupart des Lignanais travaillant dans l’agglomération bordelaise. L’usine Saignes a cédé la place à un parking. La voie ferrée a été aménagée en une piste cyclable appréciée des Bordelais pour son cadre champêtre, la « voie verte Roger-Lapébie ». La gare est devenue le multiple rural « Le Bistrot de la Pimpine ». Mais on peut toujours voir les vestiges du passé dans le musée. Les châteaux présentent à la dégustation leurs vins blancs, rosés et rouges.

## Politique et administration
La commune de Lignan-de-Bordeaux fait partie de l'arrondissement de Bordeaux. À la suite du découpage territorial de 2014 entré en vigueur à l'occasion des élections départementales de 2015, la commune demeure dans le canton de Créon remodelé,. Lignan-de-Bordeaux fait également partie de la communauté de communes des Portes de l'Entre-Deux-Mers, membre du Pays du Cœur de l'Entre-deux-Mers.

### Liste des maires
| Période                                  | Période  | Identité         | Étiquette | Qualité         |
| ---------------------------------------- | -------- | ---------------- | --------- | --------------- |
| Les données manquantes sont à compléter. |          |                  |           |                 |
| 1984                                     | 2014     | Françoise Guimon | SE        |                 |
| 2014                                     | En cours | Pierre Buisseret | SE        | Cadre supérieur |

## Démographie
Les habitants sont appelés les Lignanais.
L'évolution du nombre d'habitants est connue à travers les recensements de la population effectués dans la commune depuis 1793. Pour les communes de moins de 10 000 habitants, une enquête de recensement portant sur toute la population est réalisée tous les cinq ans, les populations de référence des années intermédiaires étant quant à elles estimées par interpolation ou extrapolation. Pour la commune, le premier recensement exhaustif entrant dans le cadre du nouveau dispositif a été réalisé en 2004.

En 2022, la commune comptait 834 habitants, en évolution de +0,85 % par rapport à 2016 (Gironde : +6,91 %, France hors Mayotte : +2,11 %).
| 1793 | 1800 | 1806 | 1821 | 1831 | 1836 | 1841 | 1846 | 1851 |
| ---- | ---- | ---- | ---- | ---- | ---- | ---- | ---- | ---- |
| 334  | 296  | 318  | 424  | 352  | 358  | 328  | 326  | 325  |

| 1856 | 1861 | 1866 | 1872 | 1876 | 1881 | 1886 | 1891 | 1896 |
| ---- | ---- | ---- | ---- | ---- | ---- | ---- | ---- | ---- |
| 349  | 393  | 415  | 393  | 412  | 401  | 404  | 361  | 402  |

| 1901 | 1906 | 1911 | 1921 | 1926 | 1931 | 1936 | 1946 | 1954 |
| ---- | ---- | ---- | ---- | ---- | ---- | ---- | ---- | ---- |
| 401  | 362  | 341  | 423  | 423  | 425  | 401  | 369  | 342  |

| 1962 | 1968 | 1975 | 1982 | 1990 | 1999 | 2004 | 2006 | 2009 |
| ---- | ---- | ---- | ---- | ---- | ---- | ---- | ---- | ---- |
| 387  | 465  | 530  | 643  | 722  | 677  | 701  | 725  | 699  |

| 2014 | 2019 | 2022 | - | - | - | - | - | - |
| ---- | ---- | ---- | - | - | - | - | - | - |
| 797  | 811  | 834  | - | - | - | - | - | - |

## Économie
La commune est située dans l'aire géographique de production de l'entre-deux-mers (vins blancs secs), appellation d'origine contrôlée du vignoble du même nom. Toute la région produit en outre des rouges, des clairets, des rosés, des blancs secs, doux ou effervescents sous les dénominations bordeaux et bordeaux-supérieur.

## Culture locale et patrimoine

### Lieux et monuments
Outre l'église Sainte-Eulalie et le château de Lislefort, qui bénéficient d'une protection au titre des monuments historiques, une vingtaine d'autres lieux et édifices de la commune de Lignan-de-Bordeaux comme les tombes monolithes, sont recensés et versés à l'inventaire général du patrimoine culturel dans le cadre d'une étude topographique du canton de Créon réalisée à partir de 1983 par le conseil régional d'Aquitaine. La commune présente son passé dans le cadre de son musée archéologique et  historique.

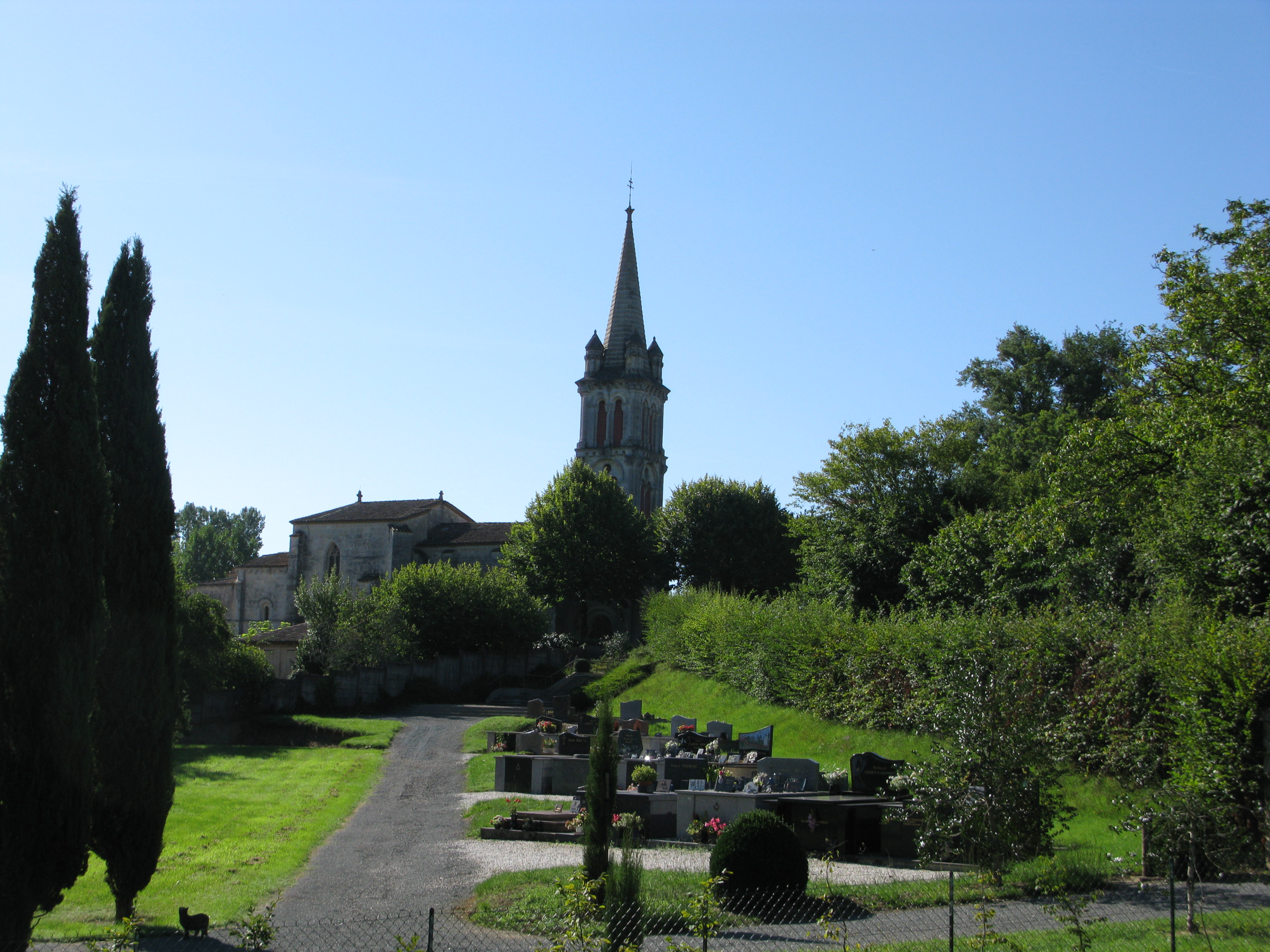
Église Sainte-Eulalie
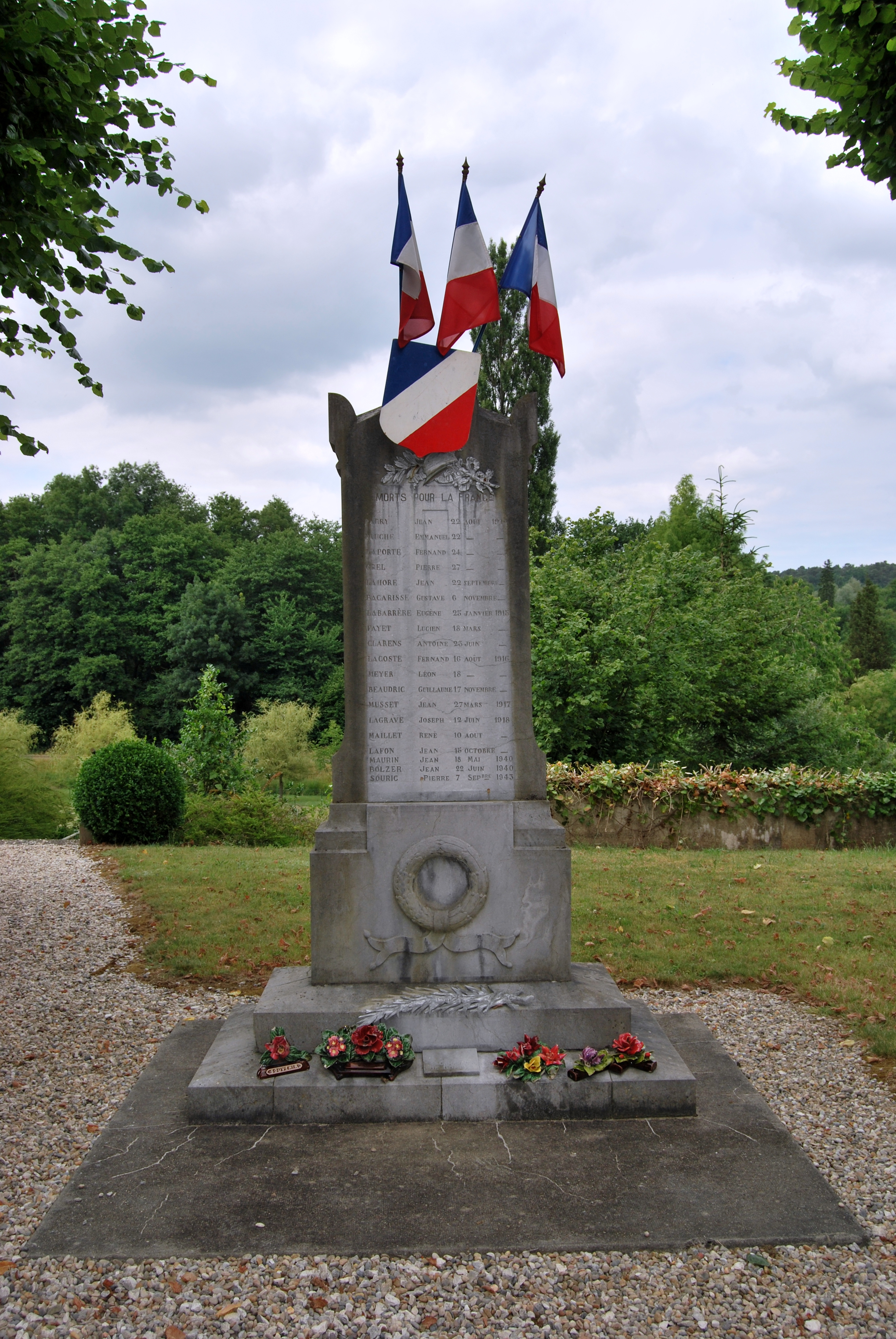
Monument aux morts
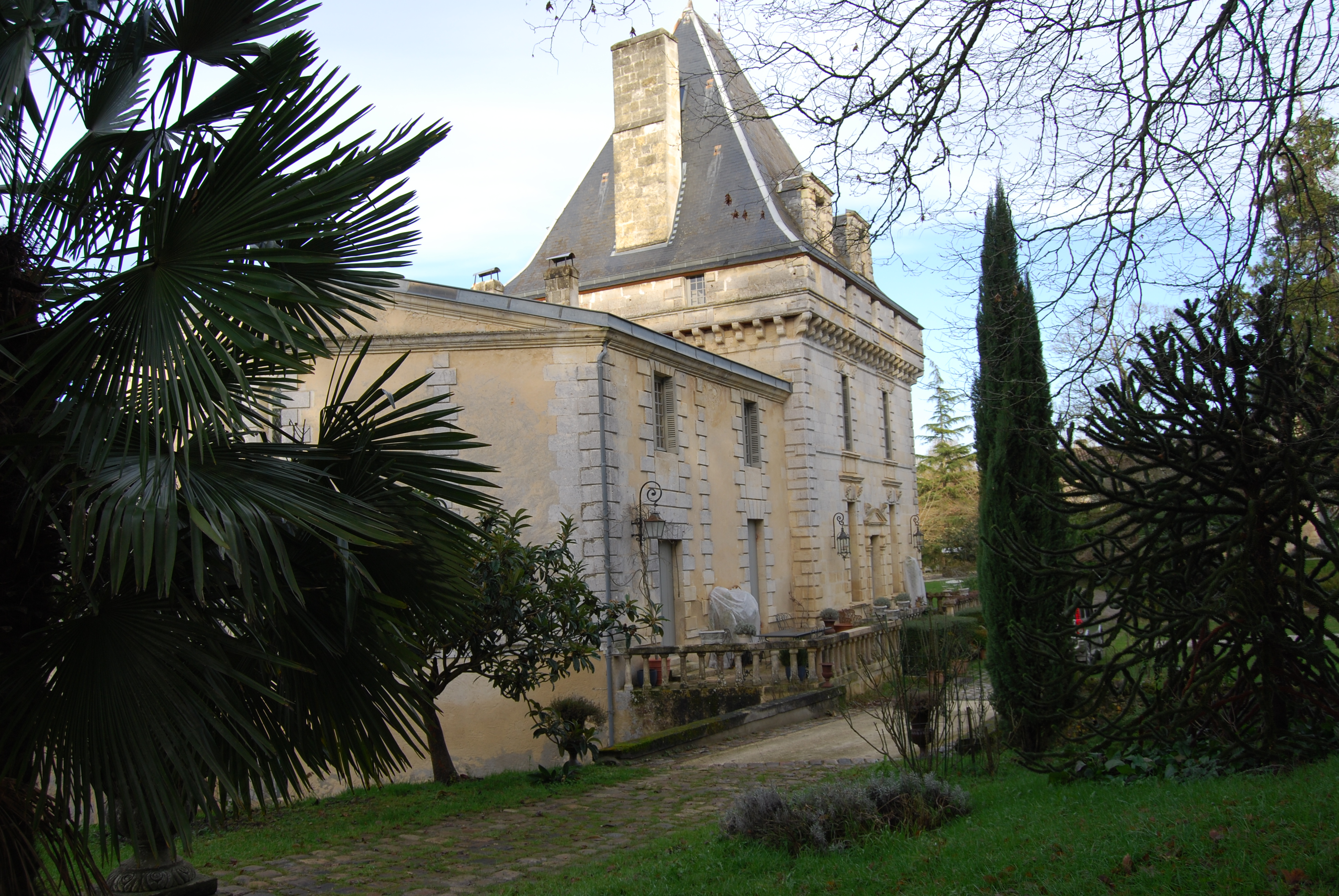
Château de Lislefort
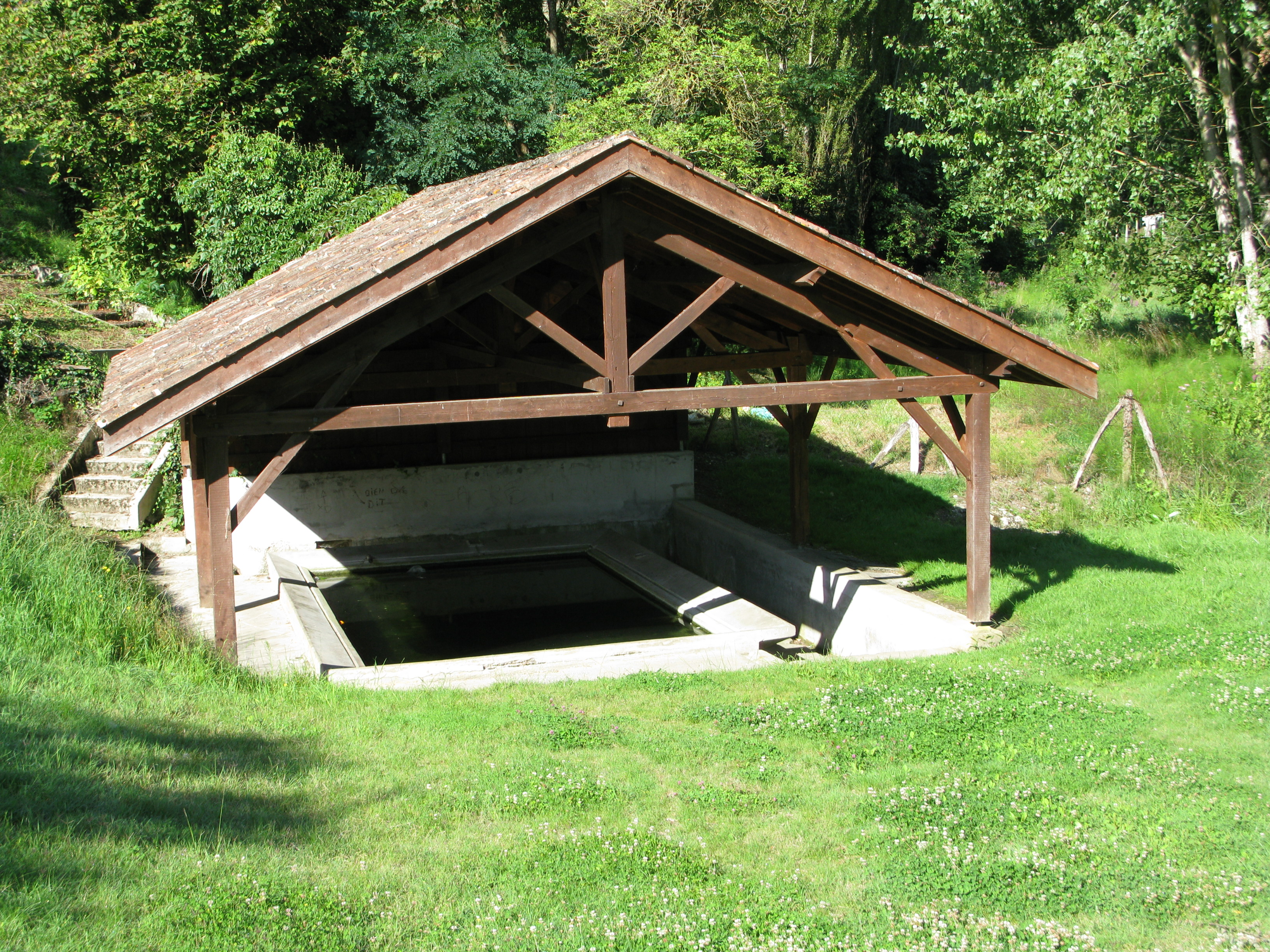
Lavoir proche de l'église

### Personnalités liées à la commune
- Arnaud de Pontac (v. 1530-1605), évêque de Bazas, dont le cœur est enterré dans la crypte de l'église Sainte-Eulalie.
- Jean Maurice (1860-1932), boulanger et poète gascon[46] de Lignan-de-Créon, auteur entre 1899 et 1902 de quelques poèmes occitans parus dans la revue Reclams[47]
- Pierre André Baillon (1903-1977), fondateur du musée de Lignan-de-Bordeaux en 1968 et fondateur de la Société Archéologique et Historique du Canton de Créon (Lignan et ses historiens : quarante années de complicité SAHC 2013)
- Kevin Desmond (1950-...), auteur de 33 livres, y compris À la recherche de Trouvé : la quête d'un génie français oublié, (2012) primé par l'Académie Nationale des Sciences, Belles-lettres et Arts de Bordeaux, habite Lignan-de-Bordeaux[48]. Organisateur du RAVEL (Rallye Aquitaine des Véhicules Électriques Légers) en 2018, 2019, 2020 et 2021
- Sandrine Biyi (1967-...)[49],[50], auteure de la série de romans historiques, La Dame de la Sauve, habite Lignan-de-Bordeaux[51].
- Thierry Vigneron (1960-...), ancien détenteur du record du monde du saut à la perche (5,91 m en 1984), a habité à Lignan-de-Bordeaux[réf. souhaitée].

### Héraldique
| Armes | Les armes de Lignan-de-Bordeaux se blasonnent ainsi : Taillé, au premier de sinople au château d'argent composé d'une tour centrale, flanquée de deux corps de logis accompagnés de deux autres plus petits brochant et flanqués de deux tourelles, les tours girouettées et le tout couvert du même, au second de gueules au lion d'or ; aux deux fleurs de lys parties d'or et d'argent posées en barre brochant, en chef et en pointe, sur la partition, celle en pointe accostée de deux grappes de raisin tigées et vrillées rangées en bande, l'une d'or en chef à dextre et l'autre d'argent en pointe. |